# Michael Albert
Michael Albert (8 d'abril de 1947) és un activista, economista radical i intel·lectual anarquista nord-americà que va desenvolupar la proposta d'economia participativa (PARECON, en l'acrònim anglès) al costat de Robin Hahnel. Juntament amb Lydia Sargent és creador del mitjà informatiu ZCom.
La proposta d'economia participativa planteja l'abolició del mercat -distingint-se de l'economia planificada-, la divisió classista del treball i les jerarquies en l'economia. Emfatitza valors com l'autogestió, la descentralització i la diversitat en les decisions econòmiques.

## Obra publicada
- What Is To Be Undone? (1974)
- Stop the Killing Train: Radical Visions for Radical Change (1994)
- Thinking Forward: Learning To Conceptualize Economic Vision (1997)
- Moving Forward: Program for a Participatory Economy (2001)
- The Trajectory of Change: Activist Strategies for Social Transformation (2002)
- Parecon: Life After Capitalism (2003) Verso ISBN 9781844675050
- Thought Dreams: Radical Theory for the 21st Century (2003) Verso
- Realizing Hope: Life beyond Capitalism (2006)
- Remembering Tomorrow: From SDS to Life After Capitalism, A Memoir, (2007) Seven Stories Press ISBN 9781583227428
- Occupy Theory (2013)
- Occupy Vision (2013)
- Occupy Strategy (2013)
- Practical Utopia: Strategies for a Desirable Society, pròleg de Noam Chomsky (2017) PM Press/Kairos ISBN 9781629633817

### Coautoria
- Unorthodox Marxism, amb R. Hahnel (1978)
- Socialism Today and Tomorrow, amb R. Hahnel (1981)
- Marxism and Socialist Theory, amb R. Hahnel (1981)
- Liberating Theory, amb Holly Sklar, Lydia Sargent, Mel King, Robin Hahnel, Noam Chomsky i Leslie Cagan (1986)
- Talking about a Revolution: Interviews with Michael Albert, Noam Chomsky, Barbara Ehrenreich, Bell Hooks, Peter Kwong, Winona LaDuke, Manning Marable, Urvashi Vaid, Howard Zinn (1998)
- Quiet Revolution in Welfare Economics, amb R. Hahnel (1990)
- Looking Forward: Participatory Economics for the Twenty First Century, amb R. Hahnel (1990)
- The Political Economy of Participatory Economics, amb R. Hahnel (1991) Princeton University Press ISBN 9780691003849